# Pallavicino Pallavicini
Pallavicino Pallavicini (Busseto, 1426 – Busseto, 18 agosto 1486), fu il capostipite della linea dei Pallavicino di Busseto.

## Biografia
Era figlio di Rolando il Magnifico e di Caterina Scotti di Agazzano. Alla morte del padre nel 1457 ricevette le terre di Bargone e Busseto unitamente al fratello Giovan Lodovico. Francesco Sforza nel 1450 lo armò cavaliere e nel 1458 lo investì, assieme al fratello Giovan Lodovico, del feudo di Busseto. Nel 1476, alla morte di Galeazzo Maria Sforza venne nominato consigliere ducale. Partecipò a varie congiure che sfociarono nel 1480 nell'uccisione di Cicco Simonetta, segretario degli Sforza e per la quale Ludovico il Moro incolpò Pier Maria II de' Rossi conte di San Secondo, acerrimo nemico di Pallavicino. Fece edificare, assieme ai fratelli, la chiesa e convento di Santa Maria degli Angeli che donò ai frati Osservanti nel 1475. Morì nel 1486, forse avvelenato da un cortigiano per ordine dei Rossi di San Secondo.

## Discendenza
Pallavicino sposò Caterina Fieschi di Genova ed ebbero dodici figli:
- Galeazzo I (c.1452-1520), primogenito e uomo d'armi. Fu suo successore nel marchesato.
- Bernardina
- Camilla
- Giovanna
- Ottaviano (?-1514 circa)
- Cristoforo (?-1521), condottiero
- Maddalena, sposò Francesco Bernardino Visconti, (Francesco Bernardino I Visconti), Signore di Brignano (Bergamo), ecc. morto nel 1504.
- Veronica (?-1523), sposò Achille Torelli, conte di Guastalla
- Margherita, monaca
- Girolamo (?-1503), vescovo di Novara dal 1485
- Antonio Maria (?-1519), condottiero
- Nicola (?-1496)

Ebbe anche figli naturali:
- Francesca, sposa Francesco Maria Scotti Douglas, Conte di Vigoleno e di Carpaneto (Piacentino), Patrizio di Piacenza (+ nel 1511)
- Antonia
- Ludovica